# Giải thưởng Ho-Am về y học
Người thắng Giải thưởng Ho-Am về Y học là:
- 1991: Young-Kyoon Kim
- 1992: Ho-Wang Lee
- 1993: Sa-Suk Hong
- 1994: Waun Ki Hong
- 1995: Chung-Yong Kim
- 1996: Young-Shik Kim
- 1997: D. Wonkyu Choi
- 1998: Byung Pal Yu
- 1999: Chil-Yong Kang
- 2000: Ji-Won Yoon
- 2001: Andrew Ho Kang
- 2002: Seong Jin Kim
- 2003: Sung Wan kim
- 2004: Stuart K. Kim
- 2005: Kyu-Won Kim
- 2006: Yongwon Choi
- 2007: Charles D. Surh
- 2008: Charles Lee[1]
- 2009: V. Narry Kim
- 2010: William C. Hahn
- 2011: Augustine M.K. Choi
- 2012: Jae Ung Jung
- 2013: Se-Jin Lee